# 春秋経伝集解

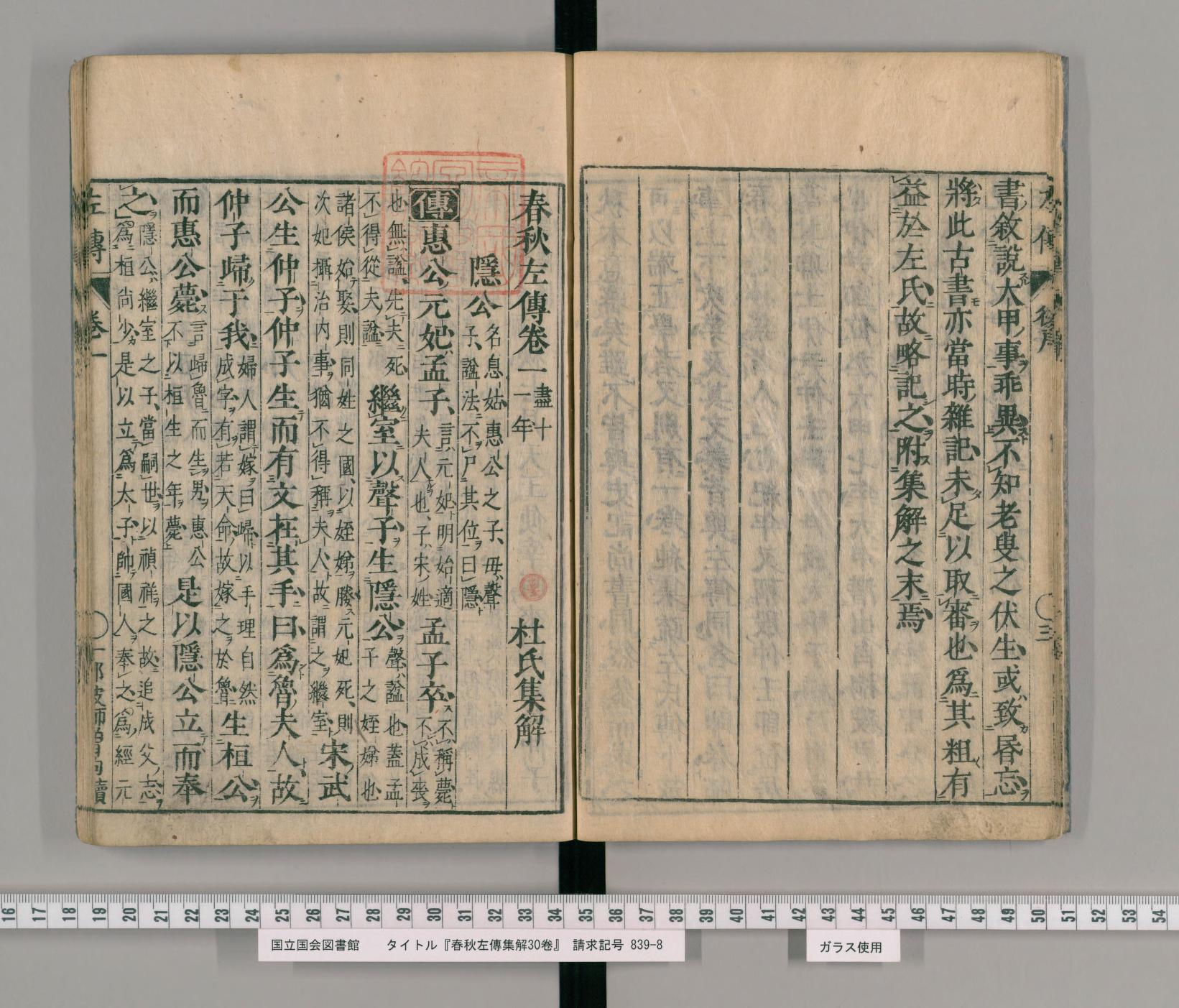
『春秋左傳集解』の安永6年（1777年）の和刻本。画像は本書の本文の冒頭。

『春秋経伝集解』（しゅんじゅうけいでんしっかい、旧字体：春秋經傳集解、拼音: Chūnqiū jīngzhuàn jíjǐe）は、経書の一つである『春秋左氏伝』（以下『左伝』と呼称）に対する注釈書。西晋の学者である杜預の著作で、単に「左伝注」「杜注」とも呼ばれる。完全な形で現存する最古の『左伝』の注釈書であり、現代『左伝』を読解する際にもよく用いられる書である。

## 名称
本書は現代に伝わる本では『春秋経伝集解』と題されているが、『晋書』杜預伝では『春秋左氏経伝集解』と伝えている。「経伝集解」と題される由来について、唐の学者の陸徳明は以下のように説明している。
実際、『春秋』の経文とその伝である『左伝』とを一年ごとに分割し、両者を年ごとに整理する形式を取ったのは、『春秋経伝集解』が最初である。

## 成立

### 前史
経書の一つで、孔子が編纂したとされる魯国の歴史書である『春秋』には、主に『公羊伝』『穀梁伝』『左氏伝』の三種類の解説書が存在していた。『公羊』『穀梁』は前漢から公認の官学の地位にあったが、左丘明の解釈とされる『左伝』が重視されるのは前漢末の劉歆以来である。後漢に入り、三伝の解釈の相違、今文・古文の争いをめぐって様々な論争が交わされた。
『左伝』研究は後漢の頃に大きく進展し、劉歆の弟子の賈徽の『左氏条例』、その子の賈逵の『春秋左氏解詁』などが作られ、他に許淑・穎容といった学者が出た。こうした諸家の注釈を集大成したのが服虔の『春秋左氏伝解誼』であり、この著作は早くから名声を集めた。
さらに魏の時代には、王粛の『春秋左氏伝注』や董遇の『春秋左氏伝章句』が作られた。ただ、杜預以前の『左伝』の注釈はいずれも現代に至るまでに散佚している。

### 杜預の登場
『春秋経伝集解』の作者の杜預（222年 - 284年）は、字は元凱、諡は成。京兆尹杜陵県の人。魏・西晋に仕えた学者で、司馬昭の妹婿である。その親族には『左伝』に見識のある者が多く、祖父の杜畿は楽詳という『左伝』学者を育て、叔父の杜寛は政界に出ずに学問に励み『春秋左氏伝解』を制作した。杜預は楽詳から『左伝』の学を受けたとする説がある。こうした環境で育った杜預は、「左伝癖」を自称するほどの『左伝』愛好家となり、『春秋経伝集解』を執筆した。『春秋経伝集解』が完成したのは杜預の生涯の晩年に当たり、太康5年（284年）の杜預の死に近い頃であると考えられている。
杜預の作った『春秋経伝集解』は、先行の注釈の訓詁を集大成しつつ、『春秋』経文と『左伝』を対応させて両者を一体化させるとともに、春秋義例説を確立して「春秋学」としての『左伝』学を樹立した。杜預によって『左伝』が表章され、特に唐代以降は『春秋』といえば『左伝』、『左伝』といえば杜預注という地位を獲得した。

### 汲冢書との関係
281年、戦国時代の墓から古代文字の竹簡が出土し、束晳らによって整理された。これを汲冢書と呼ぶ。汲冢書の発見について、杜預は以下のように述べている。
杜預は、汲冢書のうち『竹書紀年』などを調査し、『春秋』経文と突き合わせて、以下の結論を導いた。
1. 一国の歴史書は諸国からの報告に基づいて事実をありのままに記載したものであり、孔子がこれに修改する際に義によって異文を制作した[14]。
2. 『竹書紀年』の内容は『春秋左氏伝』と符合する場合が多く、これは『左伝』が『春秋公羊伝』『春秋穀梁伝』より優れたものであることを示している[14][15]。

ただ、杜預が汲冢書を見たときにはすでに『春秋経伝集解』と『春秋釈例』は完成しており、その具体的な内容を取り込めたわけではない。

## 杜預の執筆の方法

### 執筆態度
杜預は、本書の序文で杜預以前の諸家の解釈を以下のように評価している。
次に、杜預は自分が新たに注釈を作る意図とその方法について、以下のように述べている。
杜預は従来の『左伝』の注釈に対して不満を覚えており、自らの手で一貫して『左伝』に拠った新しい『春秋』解釈を作成しようと考え、本書を執筆した。ただ、実際には杜預は賈逵・服虔らの以前の注釈や、『爾雅』『説文解字』などの古来の訓詁を利用する箇所も非常に多く、従来の研究の蓄積を完全に無視したわけではない。

### 用いたテキスト
本書を執筆する際に杜預が用いた『左伝』のテキストは、従来の賈逵注・服虔注・王粛注・董遇注に用いられたテキストとは異なっている点が多い。加賀 (1964, p. 316)は、これは荊州において劉表が作成した『後定章句本』を杜預が利用したためではないか、と推測している。

### 基礎作業
執筆に当たって、杜預は以下の基礎作業を行った上で、『左伝』を研究し、注釈を完成させた。
1. 『左伝』に見える古代の地名が現在ではどこに当たるのか比定し、対照地図を作成する。
2. 人名は姓によってまとめて、系図を作成する。
3. 日食・月食などの自然現象を含めた暦日の一覧を作成する。

そして杜預は、こうした検討に基づいて、『春秋』と『左伝』がどのような規則で書かれているかを示す「春秋の筆法」の原則を抽出し、そしてその原則に基づき一書全体へと適用し、解釈を施した。川勝 (1973, pp. 90–91)は、こうした杜預の研究法は当時としては驚くべき精密さを備え、現代でも歴史研究に欠かせない手続きを備えていると評価する。

## 本書の体裁

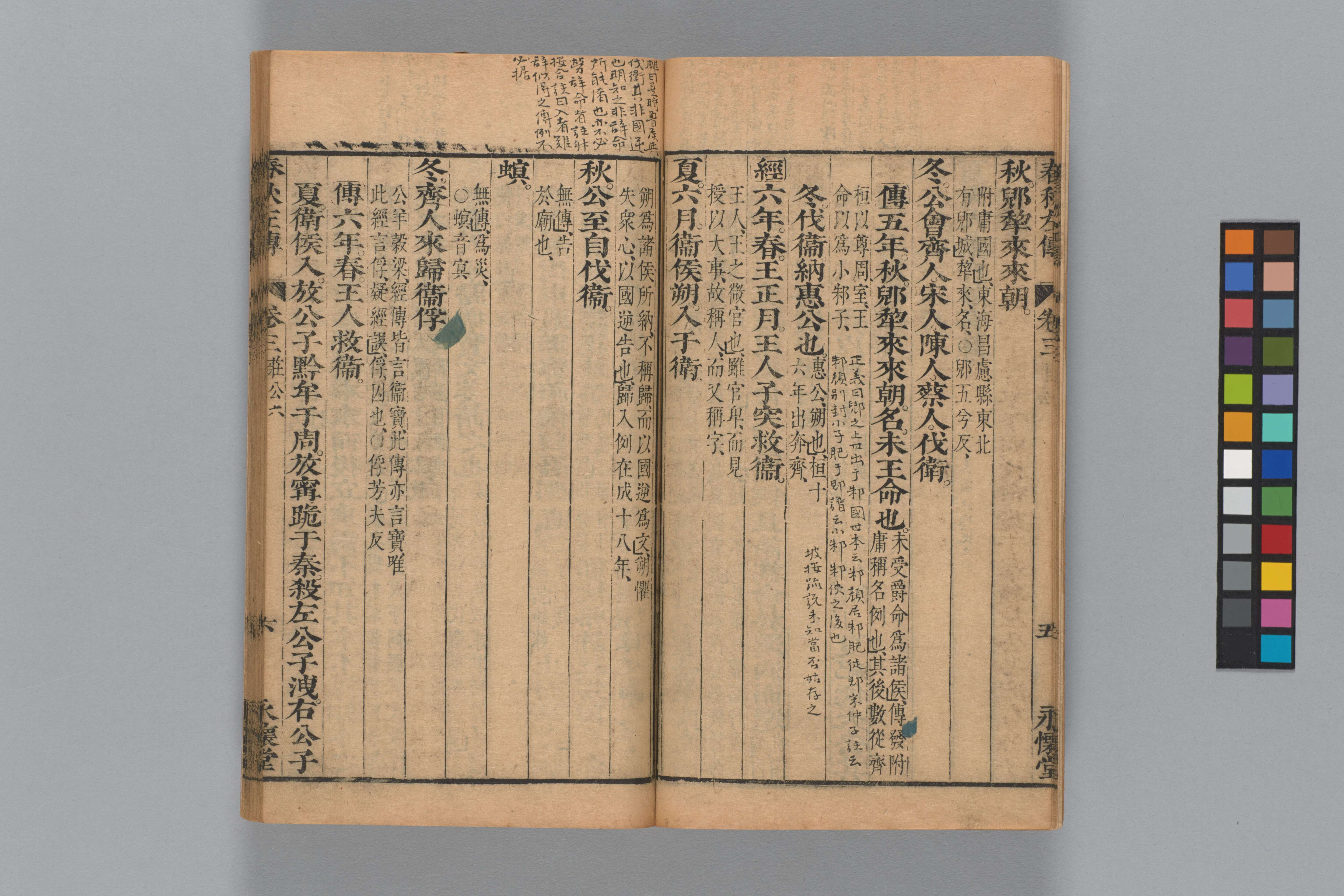
荘公5年、6年の頁。
荘公5年の『左伝』、荘公6年の『春秋』経文、荘公6年の『左伝』と並んでいることが分かる。
経文・伝文の間に小さい字で書かれているのが杜預注。

『春秋経伝集解』の体裁の特徴として、経と伝を対応させて示す点、経伝と杜預注を密着させて示す点、冒頭に序文を附す点の三点が挙げられる。

### 『春秋』経文と『左伝』の配置
従来、『春秋』経文と『左伝』はそれぞれ別の単行本として存在していた。しかし本書では、「経伝集解」の名が示す通り、『春秋』の経文と『左伝』の伝文を一年ごとに分け、年次ごとにまとめて掲示されている（「経伝相付」型）。つまり、以下のような形式である。
1. 隠公元年の『春秋』経文
2. 隠公元年の『左伝』
3. 隠公2年の『春秋』経文
4. 隠公2年の『左伝』（以下同様）

服虔注の段階では、『春秋』経文は『左伝』に対する服虔注の中に引用されて示される形式を取っており、経・伝が年次ごとに対応して示されているわけではなかった。これに比べて、杜預の「経伝相付」型では、経文の通読が容易になるとともに、経と伝を対応して示すことで『左伝』によって経文を読解する立場がより鮮明にされた。こうした「経伝相付」型のテキストは、もともと魏の王弼が『易経』の経・伝において試みており、これを発展させて確立したのが『春秋経伝集解』であった。現行本の『左伝』は「経伝相付」型の形式を取っているが、これは杜預がこの形式を採用して以来のものである。

### 経・伝に対する杜預注の配置
『春秋』の経文と『左伝』の伝文に対する杜預自身の注釈は、経文・伝文のテキストに密着する形で施された。具体例として、『左伝』成公10年の例を示す。地の文が『左伝』の本文で、括弧の中が杜預注である。
このように、経と注が一つの本に合わせて書かれるようになったのは、後漢の馬融からとされ、他に王逸『楚辞』注、趙岐『孟子』注、高誘『淮南子』注などの例がある。

### 杜預の序文
『春秋経伝集解』の冒頭には、杜預による序文が附されている。ここには原著（『春秋』と『左伝』）が記された経緯、その書名に関する説明、伝承や注釈の歴史への言及、自身による文献整理の記録、自身が注釈を記す動機、といった事柄が記されている。
これらの要素を備えた杜預の序文の体裁は、後漢から東晋にかけて成立した注釈書の序文（『古文尚書』孔安国序、『国語』韋昭序、『孟子』趙岐序、『呂氏春秋』高誘序など）の多くと共通する形式である。
古勝 (2006, p. 48)は、このような形式を取る注釈書が生まれた背景として、『詩経』や『書経』の序文、『史記』太史公自序の影響が考えられるほか、劉向・劉歆の書物整理によって作られた「叙録」の影響が考えられると述べている。

### 『春秋釈例』
杜預は以上のように本書の体裁に工夫を加えた上で、同時に『春秋釈例』という書を著し、本書の補いとした。この書について、杜預は以下のように述べている。
『春秋釈例』は、『左伝』から『春秋』経文の解釈に関係している部分を抜き出し、それらから帰納して『春秋』解釈の原理を定め、その原理について説明を加えたものである。そしてこの原理に従って『春秋』および『左伝』を統一的に解釈したのが『春秋経伝集解』である。『春秋釈例』の前半は『春秋』経文と『左伝』に見える義例を具体例に即して論述したもので、後半は土地名・世族の系譜・暦日の考証・図解である。本書は明代に亡佚しており、現存するものは輯佚書である。

## 特徴的な学説
杜預注の最大の特徴は、『左伝』によって『春秋』経文を解するという伝文主義を取ったことにある。従来の注釈においては、『公羊』や『穀梁』の春秋義例説（『春秋』を解する法則）を借りており、『左伝』に拠った義例説を立てなかった。杜預は『春秋釈例』を著して『左伝』に基づいた義例説を明らかにし、そしてその説に基づいて『左伝』の全体を解釈した。その結果、従来の解釈とは異なる新たな学説が生み出された。

### 杜預の義例説
杜預は『左伝』の研究を通して、『左伝』が『春秋』の経文に対して解説を立てる基本原則は、以下の三つの場合があることを見出した。
凡例「凡そ…」という書き出しによって義例を示すもので、周公が制定して以来の基本的な礼法を表している。孔子はまずこの「旧例」に従って『春秋』経文を修訂した。合計で50例あるため、「五十凡」と総称される。
変例「凡そ…」ではなく、「書す」「書せず」といった用語で義例を示すもの。これは孔子が『春秋』経文を修訂する際に新たに立てた義例であり、孔子の「新意」を示している。
非例義例ではなく、ただの事柄の帰結を説明したもの。つまり周公や孔子による是非善悪の判断や毀誉褒貶を含まない、客観的な歴史的説明のこと。
この義例説によって、杜預は従来の『春秋』研究とは異なる見解に到達した。その特徴として以下の三点が挙げられる。
1. 『春秋』の経文は、実は「非例」つまり毀誉褒貶の義を含まない部分が最も多い。この考えにより、「春秋の義」が存するとされる部分が減少し、その分『春秋』は「史実を記した書」としての比重が大きくなる[31]。
2. 『春秋』の義例を周公以来の「凡例」と孔子の新意による「変例」の新旧二層に分けて捉え、周公・孔子という歴史を隔てた二人の聖人の意図を把握することが必要とする[32]。
3. さらに、「凡例」と「変例」を解釈する場合も、杜預は史官が記録する際のきまりとして解釈する傾向が強く、「春秋の義」を事実の上で示そうとする態度を見せる[33]。

### 孔子素王説の否定
「孔子素王説」とは、孔子は現実には王者の地位を得ることはなかったが、実は「素王（位なき王者）」の地位を得ていたとする学説である。これに従えば、『春秋』は孔子が真の帝王として王道政治の基準を示したものであるということになる。加えて、『春秋』の最後が獲麟の話で終わっていることについては、王者の象徴である麟が、真なる王者である孔子による『春秋』の完成に対する瑞祥として出現したという解釈がなされる。この孔子素王説は、公羊学者によって唱えられて以来通説となっており、『左伝』の解釈もこの考え方に沿って行われていた。
杜預はこうした孔子素王説を否定した。杜預は、孔子は王者ではなく、失われた周代の制度・文化を復興し後世に伝えるを意図した人物であると考え、『春秋』もその意図から書かれた書であるとする。そして、『春秋』の最後の獲麟については、瑞祥であるはずの麟が太平の世ではないにも拘わらず出現したことに孔子は慨嘆し、『春秋』を執筆したと解釈する。
川勝 (1973, p. 146)は、杜預の孔子素王説の否定は、孔子に対する神秘的な権威付けを否定し、『春秋』に付与された不合理な権威の剥奪を意味するものであったとし、これによって孔子と『春秋』は人間の文化の維持者・復興者としてとらえなおされたと評価する。

### 諒闇心喪説
諒闇心喪とは、天子の父母が死去した際、天子は喪に服するが、葬送した後には喪に服するのを止めて、心だけの喪に服することを指す。本来的な儒教の制度においては、父母の喪には三年間服するのが規則であるが、特に皇帝の死の場合には皇太子だけでなく全ての官僚にも三年喪が要求された。ただし、これでは政務が滞ってしまうため、前漢の文帝によって喪の期間が短縮され、その後は実質的には短喪が行われていた。
西晋の頃、武帝によって三年喪を実際に実施すべきとする議論が提起され、これ以後再度三年喪に関する議論が行われるようになった。杜預は、喪の期間そのものを短くする文帝の方法は古制に則っていないと批判し、経書由来の正しい制度に従うべきであると主張した。そして、『左伝』の記述や『尚書』の新たな解釈に基づいて、諒闇心喪説を唱えた。これにより、実質的な服喪は葬儀までとし皇太子や官僚がすぐに政務も取れるようにしつつも、「心の喪」という形で古来の三年喪を継続し、古典に基づきながら調和の取れた解釈を実現した。
諒闇心喪の制度は、中国の南北朝で実際に用いられたほか、吐谷渾や日本の醍醐天皇・冷泉天皇のもとでも用いられた。

## 後世の伝来

### 影響

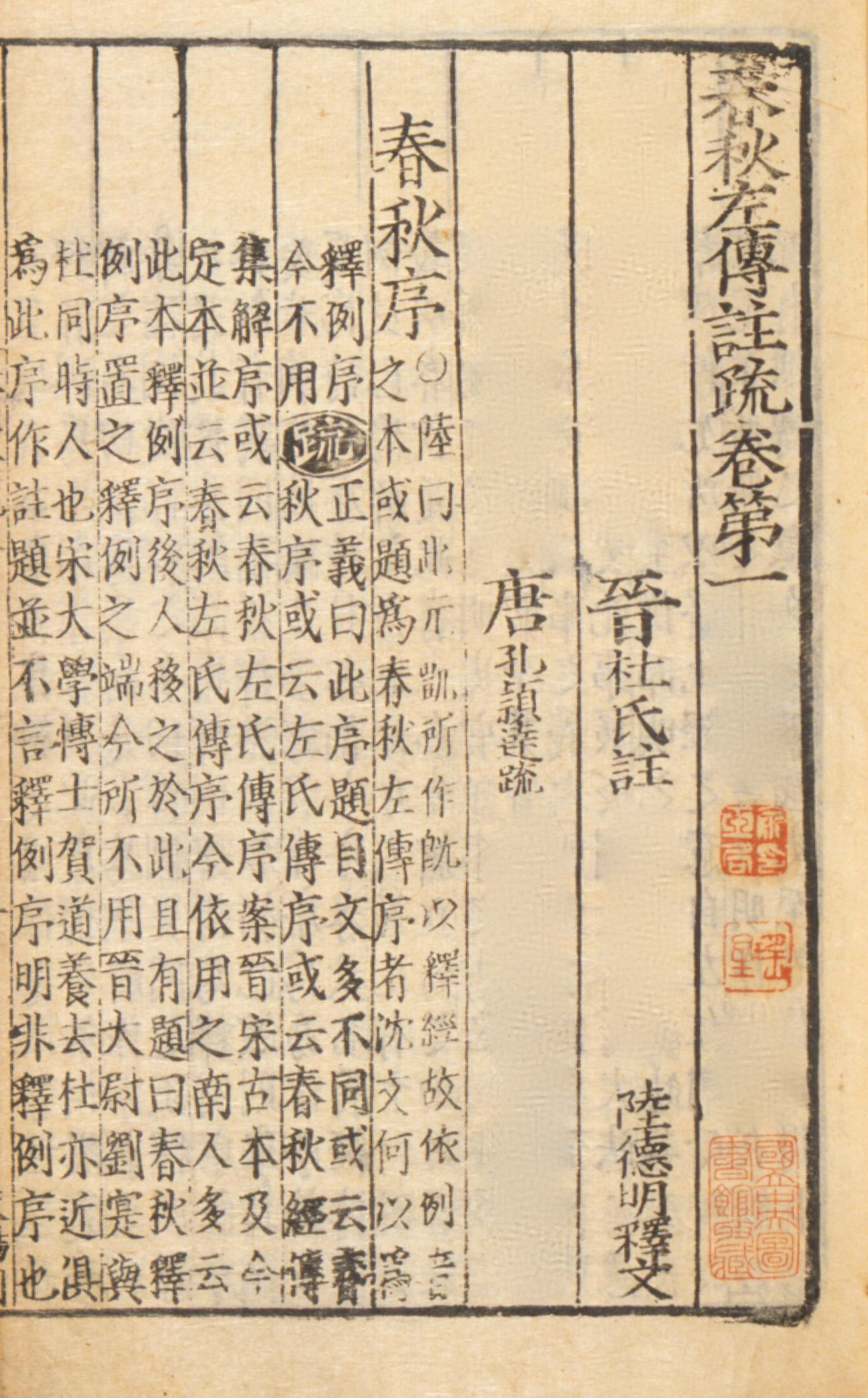
『春秋経伝集解』に更に注釈を加えて作られた『左伝正義』（『五経正義』の一つ）の冒頭。

『春秋経伝集解』の完成によって、長い間繰り広げられた『春秋』三伝の争いに終止符が打たれ、『左伝』が優位に立つこととなった。『左伝』の表章に最も功績があったのは『春秋経伝集解』であったと言える。
唐代に至るまでの間、『左伝』の注釈としては服虔注と杜預注がともに重んじられ、東晋や南朝斉では服注・杜注は並んで学官に立てられていた。服注・杜注の解釈の相違について議論が交わされることもあり、北魏から南朝梁に移った崔霊恩と南人の虞僧誕の論争はその一例である。南北朝時代には、北朝では服虔、南朝では杜預の注釈が用いられる傾向にあった。
この頃には、経書それ自体よりも注釈の権威が上回る本末転倒の現象も見られ、劉知幾『史通』は以下のように述べている。
南北朝時代には、注釈をさらに敷衍する義疏と呼ばれる二次的な注釈も大量に作られた。唐の太宗の時期になると、『五経正義』が編まれ、五経それぞれ一つの注釈に従いつつ、旧来の義疏を取捨選択しながら公認の統一見解を示した。この『五経正義』では、『春秋』三伝からは『左伝』が選ばれ、『左伝』の注釈の中からは杜預注が選ばれた。その後約千年ほどは、杜預を通して『左伝』そして『春秋』を理解するのが常識となった。
日本においては、大宝律令によって『春秋』は『左伝』に拠り、その際に用いられる注釈は服注または杜注と定められた。江戸時代に入ると、秦鼎『春秋左氏伝校本』や、安井息軒『左氏輯釈』など、杜注を基本としながら補正を図った『左伝』研究書が作られるようになった。

### 原典文献
旧抄本巻子本『春秋経伝集解』宮内庁書陵部に所蔵される本で、現代に完本として伝わる『春秋左伝集解』の本のなかで最古のもの。もと金沢文庫の蔵書で、その創設者である北条実時が清原教隆から『春秋左伝集解』の解釈を秘伝される際に清原家由来の本を校正したものを、実時の子の北条篤時が教隆の子の清原直隆・清原俊隆から伝授される際に書写した本である。本書は遣唐使によって将来した唐写本に基づいており、善本として知られている。書陵部所蔵資料目録・画像公開システムにて画像が公開されている。
興国軍学本『春秋経伝集解』宮内庁書陵部に所蔵される本で、もと金沢文庫の蔵書。南宋の嘉定9年に、興国軍学（湖北省武昌）にて刊行された木版本だが、一部は近世の写本で修補されている。興国軍学では紹興年間から嘉定年間に五経が刊行されたが、『春秋』以外は残存していない。日本の南北朝刊『春秋経伝集解』は本版の覆刻本とされる。書陵部所蔵資料目録・画像公開システムにて画像が公開されている。
清原宣賢手点『春秋経伝集解』京都大学附属図書館の清家文庫所蔵。首十巻を欠くが、一部は清原宣賢の自筆にかかり、他は日本の南北朝刊本である。『春秋経伝集解』 と清原宣賢の『春秋抄』とを交互に配し閲覧の便宜を与えた本であり、各巻の表紙の裏張りとして、『荘子抄』や『春秋抄』など清原宣賢自筆の抄物が用いられている。京都大学貴重資料デジタルアーカイブにて画像が公開されている。

### 研究（近代以前）
『春秋左伝正義』唐の太宗の詔勅によって孔穎達らが編纂した『五経正義』の一つ。杜預注を原注とし、杜預注を固守しながらその敷衍に務めて解釈を施している。この書はもともと隋の劉炫の『春秋述議』に依拠して作られたものではあるが、こちらには服虔注に基づいて杜預注を補正する箇所なども見受けられる。
『左伝附注』明の陸粲の撰で、杜預注の補正を試みている。
『左伝杜解補正』清の顧炎武の撰で、杜預注の補正を試みている。
『左伝旧注疏証』清の劉文淇とその子孫の撰で、清朝諸学者の注釈から優れたものを選んだ注釈。
『春秋左氏伝校本』江戸時代の学者である秦鼎の著。杜預注と『経典釈文』を附した上で、標注として先人の優れた解釈を掲げている。のち、豊島毅による増訂本が出され、こちらには『公羊』『穀梁』の伝も合わせて掲示されている。
『左氏輯釈』江戸時代から明治時代の学者である安井息軒の著。杜預注を原注として掲げた上で、漢唐から清儒に至るまでの諸説を集め、更に独自の見解によって杜預注を補正する部分が多い。
『左氏会箋』明治時代の学者である竹添進一郎の著。先儒の解釈をくまなく収集し。杜預注を補正する箇所が多い。『左伝』注解の集大成と称するに足るものである。書陵部所蔵の旧抄本巻子本を底本としている。